# Annika Beck
Annika Beck (Gießen, 16. veljače 1994.) njemačka je profesionalna tenisačica.

## Životopis
Beck je počela igrati tenis već s 4 godine. Profesionalno se tenisom bavi od 2008. i do sada je osvojila 7 ITF turnira.
Na Grand Slam turnirima 2013. je ušla u 2. kola Australian Opena, Roland Garrosa i Wimbledona.
Njezini roditelji predaju kemiju na Sveučilištu u Bonnu. Trener joj je Robert Orlik.

## Plasman na WTA ljestvici na kraju sezone
| 2009. | 2010. | 2011. | 2012. | 2013. |
| ----- | ----- | ----- | ----- | ----- |
| 1099. | 380.  | 234.  | 78.   |       |

## Vanjske poveznice
- Profil na stranici WTA Toura (engl.)